# Liste de créatures fantastiques de la mythologie grecque
Cet article se veut une liste, aussi complète que possible, des créatures fantastiques présentes dans la mythologie grecque. Les noms sont regroupés par catégorie quand c'est possible, et triés par ordre alphabétique.

## Les animaux fantastiques et chimériques
- L'aigle du Caucase ;
- Amalthée ;
- La biche de Cérynie ;
- Les cavales de Diomède ;
- Cerbère ;
- Les chevaux du soleil;
- La Chimère ;
- Le Griffon ;
- L'Hippalectryon ;
- L'hippocampe ;
- La laie de Crommyon ;
- Le lion de Némée ;
- Les oiseaux du lac Stymphale ;
- Pégase ;
- Orthos (ou Orthros) ;
- Le renard de Teumesse ;
- Le sanglier de Calydon ;
- Le sanglier d'Érymanthe ;
- Le Sphinx (ou la Sphinge) ;

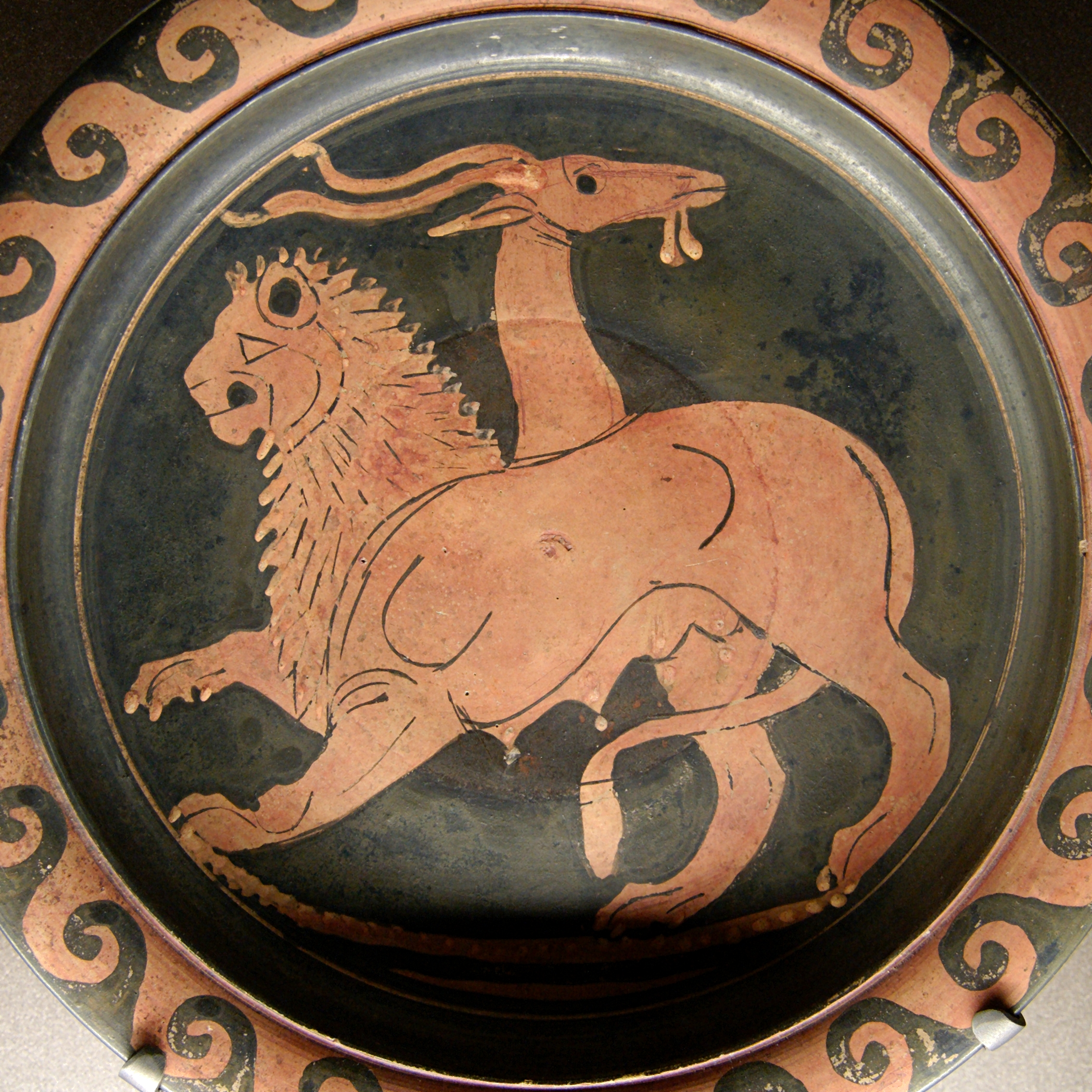
Chimère sur un plat à figures rouges apulien,
v. 350-340 av. J.-C.

- Le taureau crétois (ou taureau de Marathon) ;

## Les créatures chtoniennes et enfants de Gaïa
- Campé ;
- Empousa ;
- Les Érinyes :
  - Alecto,
  - Mégère,
  - Tisiphone ;

## Les Phorcydes et autres monstres marins

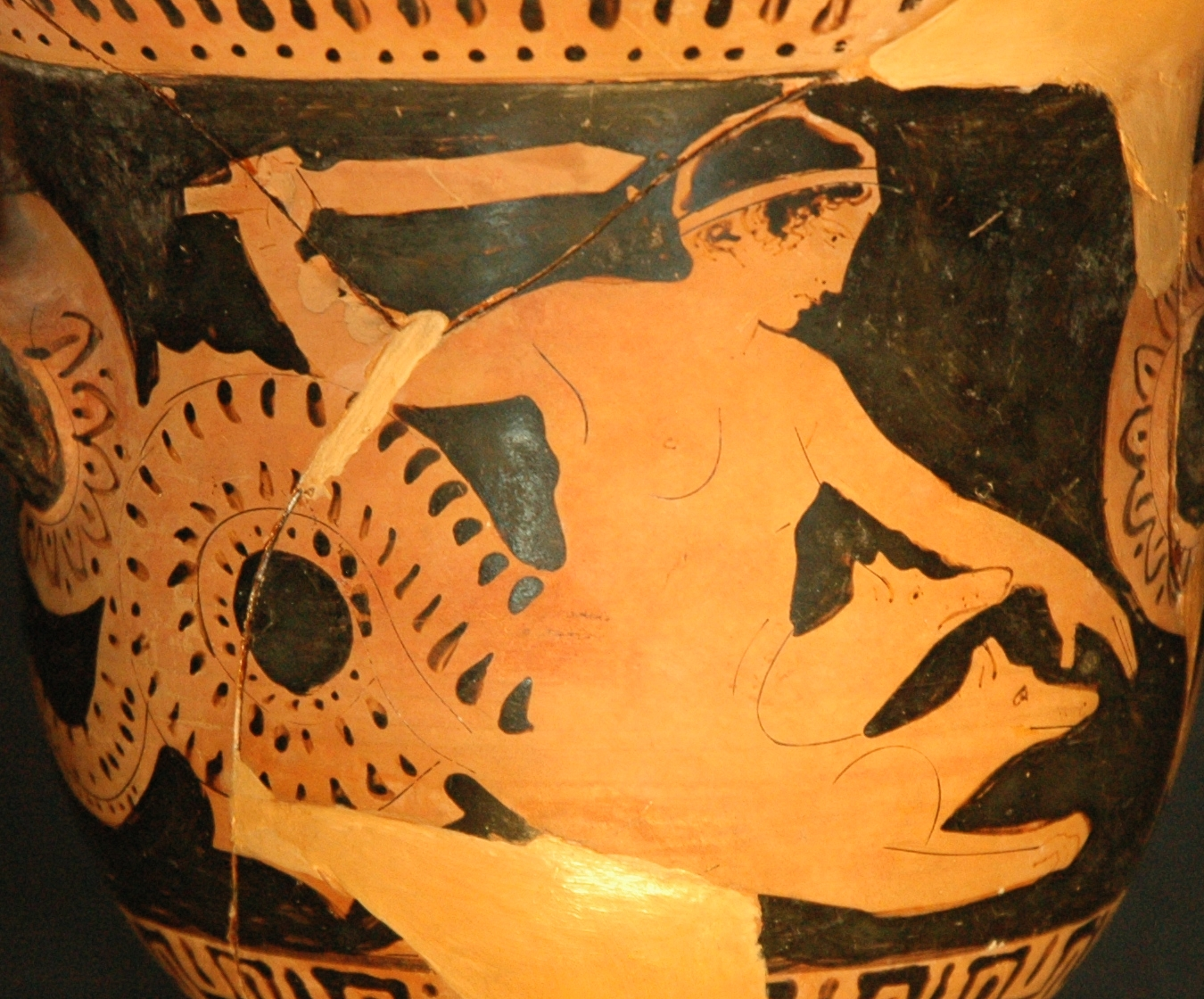
Scylla, cratère en cloche attique à figures rouges, 450-425 avant notre ère

- Charybde et Scylla ;
- Dercéto ;
- Échidna ;
- Les Gorgones :
  - Euryale,
  - Méduse,
  - Sthéno ;
- Les Grées :
  - Dino,
  - Ényo,
  - Péphrédo ;
- Les Harpies (ou Harpyes) :
  - Aello,
  - Ocypète,
  - Podarge (ou Célaéno),
- Les Sirènes:
  - Aglaopé,
  - Aglaophone,
  - Leucosie,
  - Ligée,
  - Ligie,
  - Molpé,
  - Parthénope,
  - Pisinoé,
  - Thelxinoé,
  - Thelxiope,
  - Thelxpie,

## Les centaures

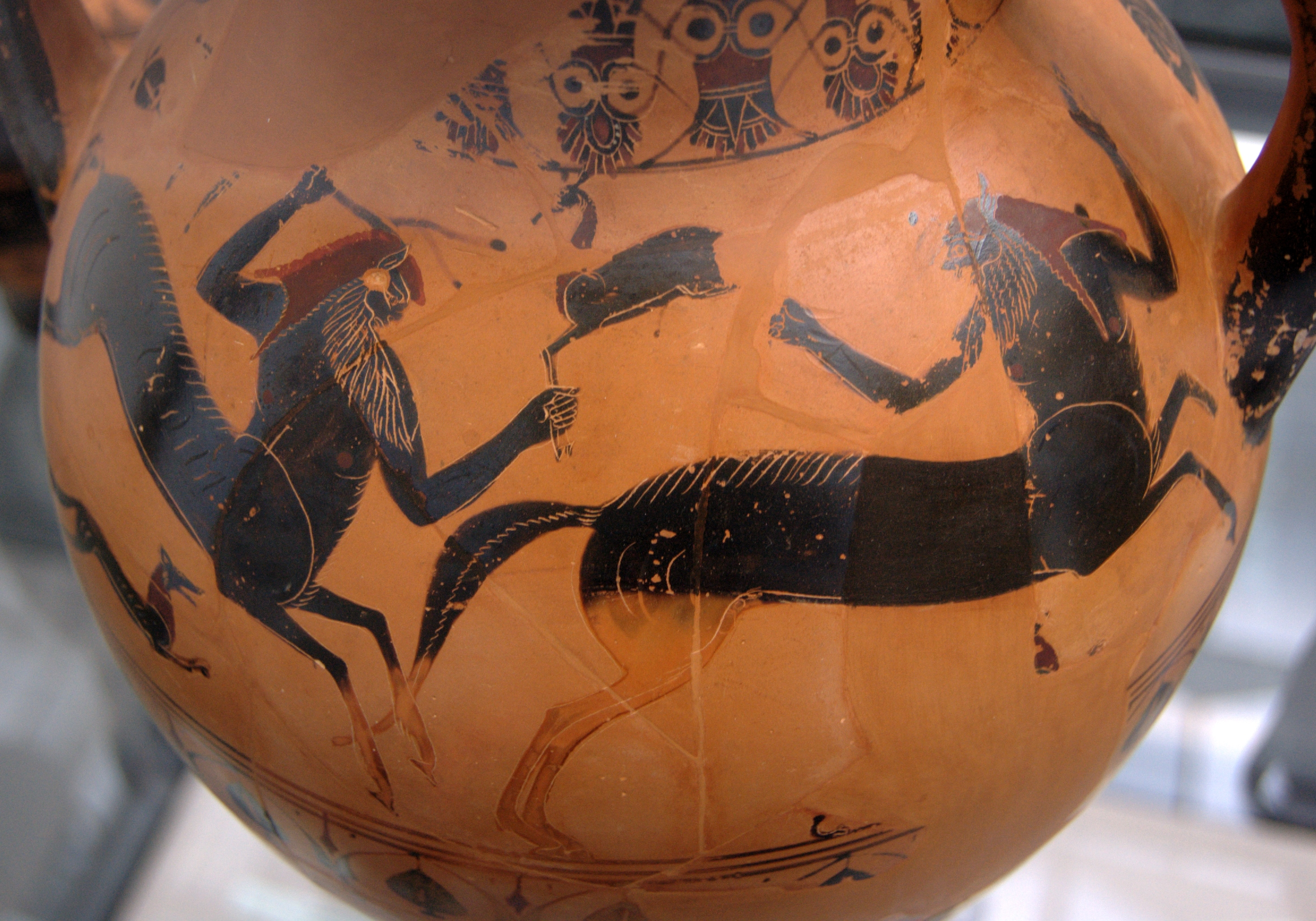
Centaures en chasse : ils ont capturé un chevreau, et celui de gauche tient un arbre déraciné. Un renard les accompagne. Face B d'une amphore grecque à figures noires, 540-530 av. J.-C

- Centauros,
- Chiron,
- Eurytion,
- Hyléos,
- Nessos,
- Pholos,
- Rhoécos,

## Les cyclopes
- Cyclopes ouraniens :
  - Argès,
  - Brontès,
  - Stéropès ;

- Cyclopes forgerons :
  - Acamas et Pyracmon

- Cyclopes bâtisseurs ;
- Cyclopes pasteurs :
  - Polyphème,
  - Télémos

## Les géants

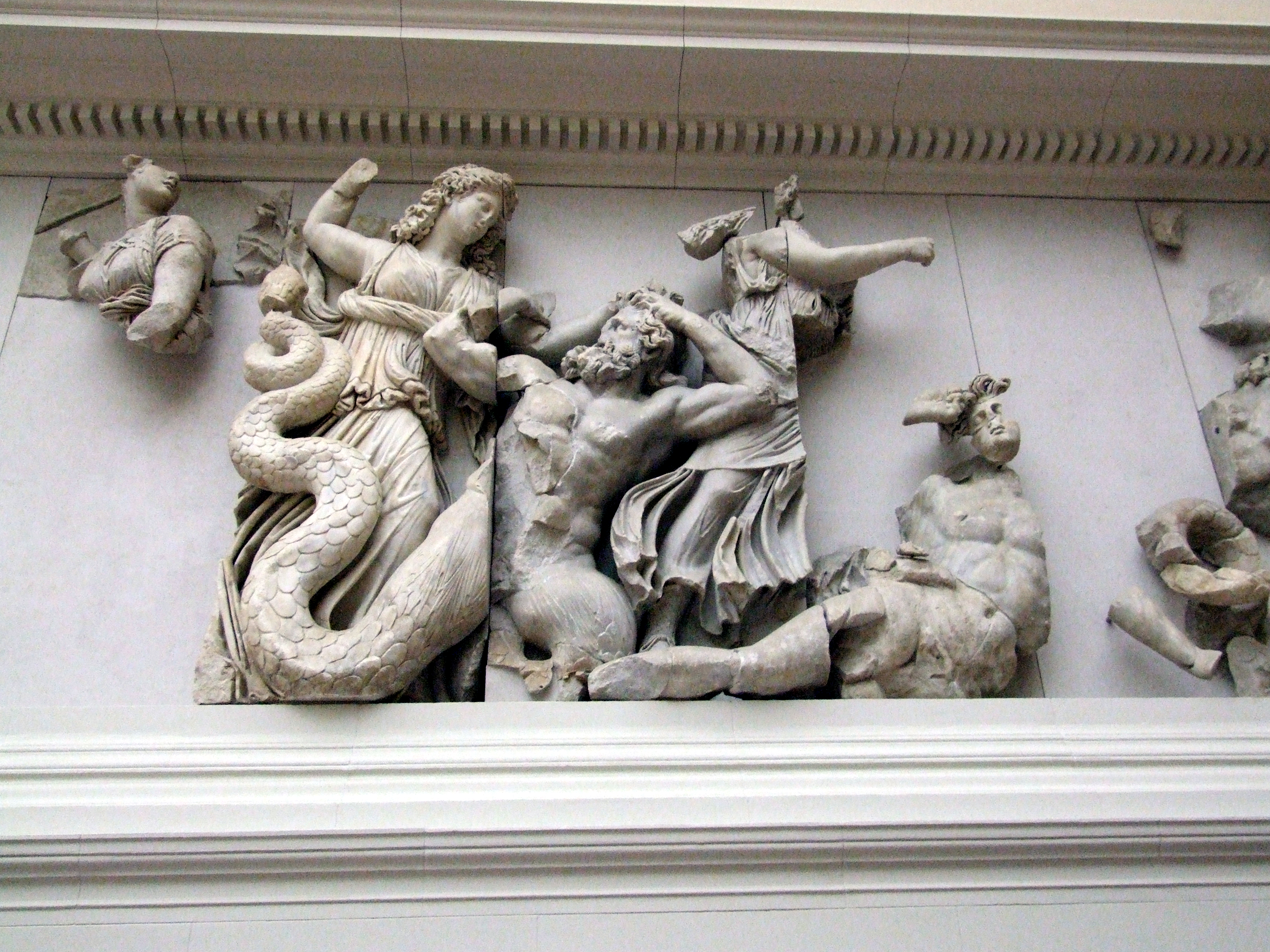
Les Moires tuant, avec des massues de bronze, les Géants Agrios et Thoas, détail de frise de la Gigantomachie du Grand Autel de Pergame, IIe siècle av. J.-C.

- Premiers Géants :
  - Agrios,
  - Alcyonée,
  - Alpos,
  - Clytios,
  - Encelade,
  - Éphialtès,
  - Eurymédon,
  - Eurytos,
  - Gration,
  - Hippolyte,
  - Hoplodamos,
  - Mimas,
  - Pallas,
  - Polybotès,
  - Porphyrion,
  - Thoas ;
- Géants tardifs :
  - Les Aloades (Otos et Éphialtès),
  - Antée,
  - Agrios et Orios,
  - Argos,
  - Cacus,
  - Chrysaor,
  - Damasène,
  - Géryon,
  - Orion,
  - Talos,
  - Tityos,

## Les Hécatonchires
Enfants de Gaïa (la Terre) et de son fils Ouranos (le Ciel), ce sont des géants pourvus de cinquante têtes et de cent bras. Ce sont les frères des Titans et des Cyclopes. Ils ont été jetés dans le Tartare par leur père et libérés par leur frère Cronos lorsqu'il l'a vaincu. Ils furent à leur tour enfermés par Cronos qui les craignaient et libérés une bonne fois pour toutes par Zeus. Ils ont lutté contre les Titans avec Zeus.
- Briarée,
- Cottos,
- Gygès.

## Les créatures anthropomorphes

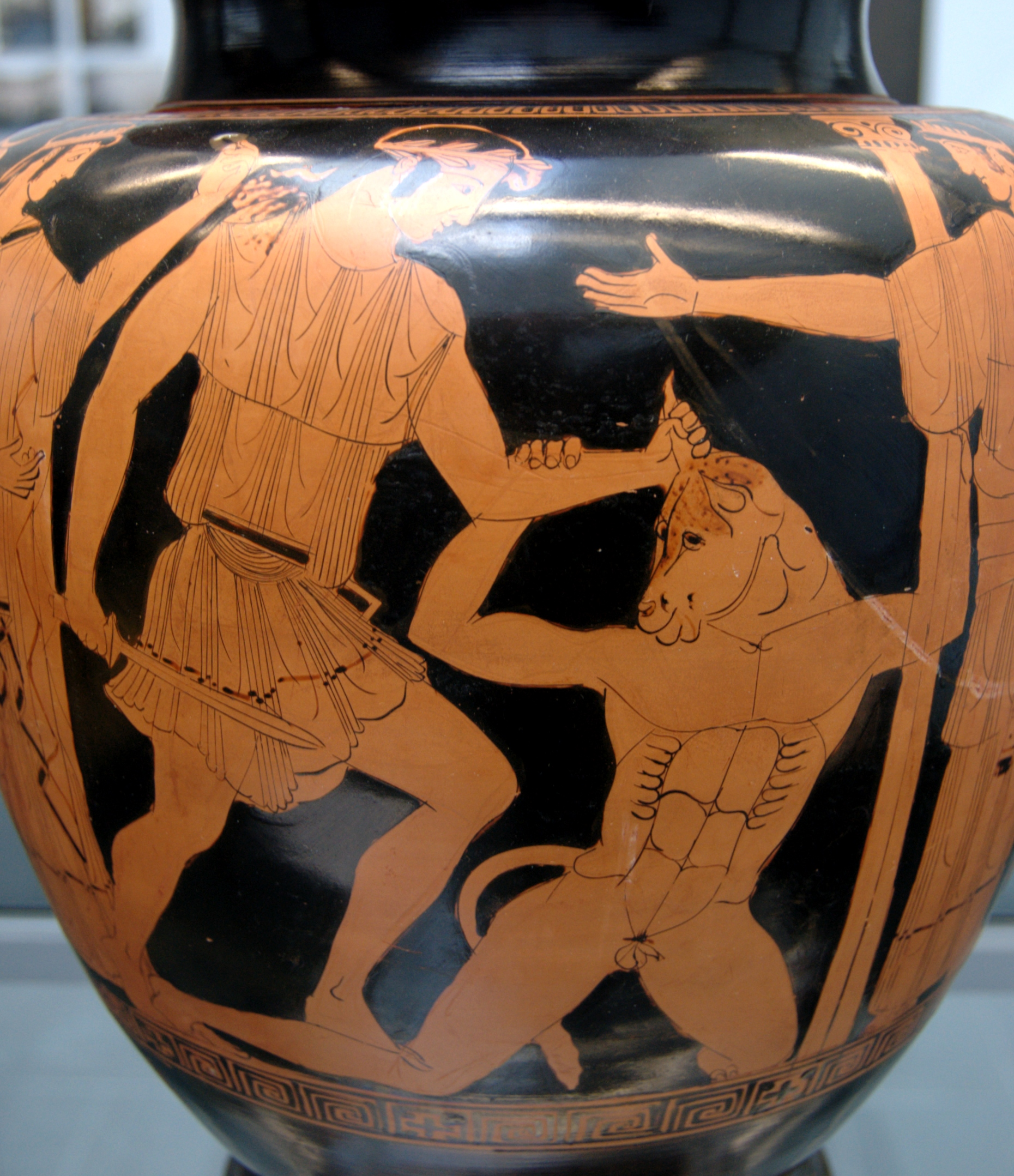
Thésée et le Minotaure, détail d'un stamnos attique à figures rouges par le Peintre d'Altamura, v. 460 av. J.-C.

- Les satyres (ou silènes et faunes) sont des créatures mi-homme mi-bouc. Frères de nymphes, ils sont associés au culte de Dionysos ou au dieu Pan. Satyre célèbres ; Marsyas, Silène...
- les Égipans ("Pan aux pieds de chèvre") sont des sortes de divinités champêtres associés à Pan et aux satyres.
- Lamia (ou Sybaris) ;
- Le Minotaure,
- les tritons

## Les dragons
- L'Hydre de Lerne ;
- Ladon ;
- Python ;

## Les hommes semés
- Chthonios,
- Échion,
- Hypérénor,
- Péloros,
- Udéos